# Meistaraflokkur (1939)
Sezon 1939 był 28. sezonem o mistrzostwo Islandii. Drużyna Valur nie obroniła tytułu mistrzowskiego, zdobyła go natomiast drużyna Fram, zdobywając w trzech meczach cztery punkty. Ze względu na brak systemu ligowego żaden zespół nie spadł ani nie awansował po sezonie.

## Drużyny
Po sezonie 1938 nie nastąpiły żadne zmiany w składzie ligi, wobec czego do sezonu 1939 przystąpiły cztery zespoły.
| Uczestnicy poprzedniej edycji                                                                                 | Uczestnicy poprzedniej edycji | Uczestnicy poprzedniej edycji | Uczestnicy poprzedniej edycji |
| --- | ----------------------------- | ----------------------------- | ----------------------------- |
| VAL | Valur                         | 1                             |                               |
| VÍR | Víkingur Reykjavík            | 2                             |                               |
| FRA | Fram                          | 3                             |                               |
| KRE | KR                            | 4                             |                               |
| Oznaczenia: - kolumna pierwsza – skróty nazw drużyn, - kolumna trzecia – miejsce zajęte w poprzednim sezonie. |                               |                               |                               |

## Tabela
| Lp. | Drużyna            | M | Z | R | P | Bramki | Bramki | +/– | Pkt |
| --- | ------------------ | - | - | - | - | ------ | ------ | --- | --- |
| 1   | Fram (M)           | 3 | 2 | 0 | 1 | 5      | 6      | −1  | 4   |
| 2   | KR                 | 3 | 1 | 1 | 1 | 7      | 5      | +2  | 3   |
| 2   | Víkingur Reykjavík | 3 | 1 | 1 | 1 | 3      | 3      | 0   | 3   |
| 4   | Valur              | 3 | 0 | 2 | 1 | 3      | 4      | −1  | 2   |

## Wyniki
| Gospodarz \ Gość   | FRA | KRE | VAL | VÍR |
| Fram               |     | 2:5 | 1:0 |     |
| KR                 |     |     | 2:2 | 0:1 |
| Valur              |     |     |     | 1:1 |
| Víkingur Reykjavík | 1:2 |     |     |     |

Źródło: Knattspyrnusamband Íslands (isl.)
Objaśnienia:
1Drużyna gospodarzy jest wymieniona po lewej stronie tabeli.
Kolory: zielony – zwycięstwo gospodarzy, żółty – remis, różowy – zwycięstwo gości.